# Buccinaria jonkeri
Buccinaria jonkeri é uma espécie de gastrópode do gênero Buccinaria, pertencente a família Raphitomidae.